# Boardman (Oregon)
Boardman è una città degli Stati Uniti, situata in Oregon, nella contea di Morrow.